# Hapoel Petah Tiqwa (calcio)
Hapoel Petah Tiqwa (in ebraico הפועל פתח תקווה‎?) è una società calcistica israeliana con sede a Petah Tiqwa. Milita nella Liga Leumit, la seconda divisione del campionato di calcio israeliano.

## Storia
La fondazione della società risale al 1934. Il migliore periodo per la compagine è compreso tra gli anni cinquanta e gli anni sessanta del secolo scorso, quando l'Hapoel ha conquistato i 6 titoli nazionali della sua bacheca (di cui 5 consecutivi) e la prima delle 2 Coppe di Stato, trofeo del quale raggiunse la finale per la prima volta nel 1945, uscendo però sconfitta per 1-0 dall'Hapoel Tel Aviv.
Il primo titolo nazionale arriva nella stagione 1954-55; non riesce però il double, poiché la finale di coppa va appannaggio del Maccabi Tel Aviv, con una vittoria per 3-1.
Per le tre stagioni successive l'Hapoel conclude al secondo posto in campionato, riuscendo nel frattempo (1957) a conquistare la prima Coppa di Stato, sconfiggendo il Maccabi Giaffa per 2-1.
Dopo un primo posto e tre secondi posti, la squadra inanella cinque titoli nazionali consecutivi (1958-59, 1959-60, 1960-61, 1961-62, 1962-63), che risultano essere tuttora la migliore serie della storia del campionato israeliano (alle sue spalle Maccabi Tel Aviv e Maccabi Haifa con tre titoli consecutivi). Nel quinquennio arrivano anche due finali di Coppa di Stato, nel 1959 e 1960, concluse però con due sconfitte, rispettivamente 4-3 contro Maccabi Tel Aviv e 2-1 contro Hapoel Tel Aviv.
L'Hapoel in seguito raggiunge altri due secondi posti in campionato, nel 1964-65 e 1966-68. Arrivano anche due finali di Coppa nel 1968 e nel 1974, entrambe concluse con una sconfitta (1-0 contro Bnei Yehuda, 1-0 ai tempi supplementari contro l'Hapoel Haifa.
Nel 1974-75 arriva anche il momento della prima retrocessione in Liga Artzit, la seconda serie. Il ritorno nella massima serie arriva nel 1978 con la vittoria del campionato cadetto. Nel 1981-82 una nuova retrocessione, a seguito di una stagione con solo 3 vittorie in 30 gare. Nel 1984, nuova promozione in massima serie. Nel 1986, la prima vittoria nella Toto Cup.
Tra il 1988-89 e il 1990-91 la squadra si piazza per tre volte consecutivamente al secondo posto (nella prima stagione il piazzamento arriva nonostante una penalizzazione) e conquista altre due Toto Cup. Nell'ultima di queste tre stagioni arriva anche una finale di Coppa di Stato, con un'altra sconfitta (3-1 contro il Maccabi Haifa). Il tabù della Coppa di Stato viene finalmente sfatato nel 1991-92, quando arriva la vittoria in finale contro il Maccabi Tel Aviv (3-1 il risultato finale). Questo titolo vale anche la prima qualificazione alle coppe europee, per la precisione alla Coppa delle Coppe 1992-1993.
In questa manifestazione gli israeliani eliminano i norvegesi del Strømsgodset, ma vengono poi fermati dagli olandesi del Feyenoord Rotterdam. Contemporaneamente in campo nazionale, la squadra disputa una stagione da dimenticare, finendo al penultimo posto ma salvandosi dopo spareggi contro il Maccabi Giaffa.
Nella stagione 1996-97 viene centrato un secondo posto che consente l'accesso alla successiva Coppa UEFA. Dopo aver superato nei due turni preliminari gli estoni del Flora Tallinn e i danesi del Vejle Boldklub, nel primo turno ufficiale gli austriaci del Rapid Vienna hanno la meglio.
Nel 2005 viene conquistata la quarta Toto Cup.
Nel 2006-2007, l'ultimo posto nel campionato maggiore costringe alla retrocessione in Liga Leumit (seconda divisione). Tuttavia, il successivo secondo posto (corredato dalla vittoria nella Toto Cup di categoria) permette di raggiungere una nuova promozione in Ligat ha'Al.
All'inizio del campionato 2011-2012, notevoli difficoltà economiche della società costringono l'Hapoel al ricorso all'amministrazione straordinaria, sanzionato, come da regolamento IFA, con una pesante penalità di 9 punti. Il notevole divario, unitamente alla necessità di cedere gran parte dei calciatori principali per far fronte ai debiti, conduce l'Hapoel Petah Tiqwa ad una nuova retrocessione in Liga Leumit.

## Rosa 2023-2024
| N. |                    | Ruolo | Calciatore     |
| -- | ------------------ | ----- | -------------- |
| 1  | Israele (bandiera) | P     | Orel Cohen     |
| 2  | Israele (bandiera) | D     | Ido Sonders    |
| 3  | Israele (bandiera) | D     | Amiran Shkalim |
| 5  | Israele (bandiera) | D     | Asaf Ben-Muha  |
| 7  | Israele (bandiera) | C     | Loren Ben Eros |
| 8  | Israele (bandiera) | C     | Yaniv Luzon    |
| 9  | Israele (bandiera) | A     | Shahar Balilti |
| 10 | Israele (bandiera) | C     | Idan Vered     |
| 11 | Israele (bandiera) | A     | Lior Gan       |
| 12 | Israele (bandiera) | A     | Ephraim Bugale |
| 13 | Israele (bandiera) | P     | Snir Dori      |
| 14 | Israele (bandiera) | C     | Mohammed Natur |
| 15 | Israele (bandiera) | C     | Eyal Shen      |
| 16 | Israele (bandiera) | D     | Uri Avraham    |

| N. |                    | Ruolo | Calciatore      |
| -- | ------------------ | ----- | --------------- |
| 17 | Israele (bandiera) | A     | Or Fishbein     |
| 18 | Israele (bandiera) | A     | Roei Zichri     |
| 19 | Israele (bandiera) | A     | Robi Dvora      |
| 20 | Israele (bandiera) | D     | Dor Azulay      |
| 21 | Israele (bandiera) | C     | Yarden Hatuka   |
| 22 | Israele (bandiera) | A     | Guy Levi        |
| 23 | Camerun (bandiera) | A     | Dominique Wassi |
| 24 | Israele (bandiera) | P     | Shimon Abu      |
| 26 | Israele (bandiera) | C     | Adi Sharfi      |
| 27 | Israele (bandiera) | D     | Ohad Edelshtein |
| 30 | Israele (bandiera) | C     | Yogev Arbeli    |
| 31 | Francia (bandiera) | C     | Jonathan Assous |
| 55 | Israele (bandiera) | D     | Guy Mishpati    |

## Palmarès

### Competizioni nazionali
- Campionato israeliano: 6

1954-1955, 1958-1959, 1959-1960, 1960-1961, 1961-1962, 1962-1963
- Coppa di Israele: 2

1957, 1992
- Supercoppa d'Israele: 1

1962
- Toto Cup Prima Divisione: 4

1986, 1990, 1991, 2005
- Toto Cup Seconda Divisione: 1

2008

### Altri piazzamenti
- Campionato israeliano:

Secondo posto: 1953-1954, 1955-1956, 1956-1957, 1957-1958, 1964-1965, 1966-1968, 1988-1989, 1989-1990, 1990-1991, 1996-1997
Terzo posto: 1963-1964, 1999-2000
- Coppa d'Israele:

Finalista: 1954-1955, 1958-1959, 1960-1961, 1967-1968, 1973-1974, 1990-1991
- Coppa di Lega israeliana:

Semifinalista: 1991-1992
- Supercoppa d'Israele:

Finalista: 1957
- Liga Leumit:

Secondo posto: 2007-2008, 2013-2014

## Hapoel Petah Tiqwa nelle Coppe europee
| Stagione | Torneo            | Turno          | Nazione                | Club                | Andata | Ritorno | Totale |
| -------- | ----------------- | -------------- | ---------------------- | ------------------- | ------ | ------- | ------ |
| 1992-93  | Coppa delle Coppe | Preliminare    | Norvegia (bandiera)    | Strømsgodset        | 2-0    | 2-0     | 4-0    |
|          |                   | Sedicesimi     | Paesi Bassi (bandiera) | Feyenoord Rotterdam | 0-1    | 2-1     | 2-2    |
| 1995     | Coppa Intertoto   | 1ª giornata    | Turchia (bandiera)     | Gençlerbirliği SK   | 0-4    |         |        |
|          |                   | 2ª giornata    | Malta (bandiera)       | Floriana            | 1-1    |         |        |
|          |                   | 3ª giornata    | Austria (bandiera)     | Wacker Innsbruck    | 0-2    |         |        |
|          |                   | 5ª giornata    | Francia (bandiera)     | Strasburgo          | 0-0    |         |        |
| 1997-98  | Coppa UEFA        | 1° preliminare | Estonia (bandiera)     | Flora Tallinn       | 1-0    | 2-1     | 3-1    |
|          |                   | 2° preliminare | Danimarca (bandiera)   | Vejle Boldklub      | 0-0    | 1-0     | 1-0    |
|          |                   | 1º turno       | Austria (bandiera)     | SK Rapid Vienna     | 0-1    | 1-1     | 1-2    |
| 2000     | Coppa Intertoto   | 1º turno       | Austria (bandiera)     | LASK Linz           | 0-3    | 1-1     | 1-4    |